# Amitermes cryptodon
Amitermes cryptodon är en termitart som beskrevs av Light 1930. Amitermes cryptodon ingår i släktet Amitermes och familjen Termitidae. Inga underarter finns listade i Catalogue of Life.